# Algodones-Dünen

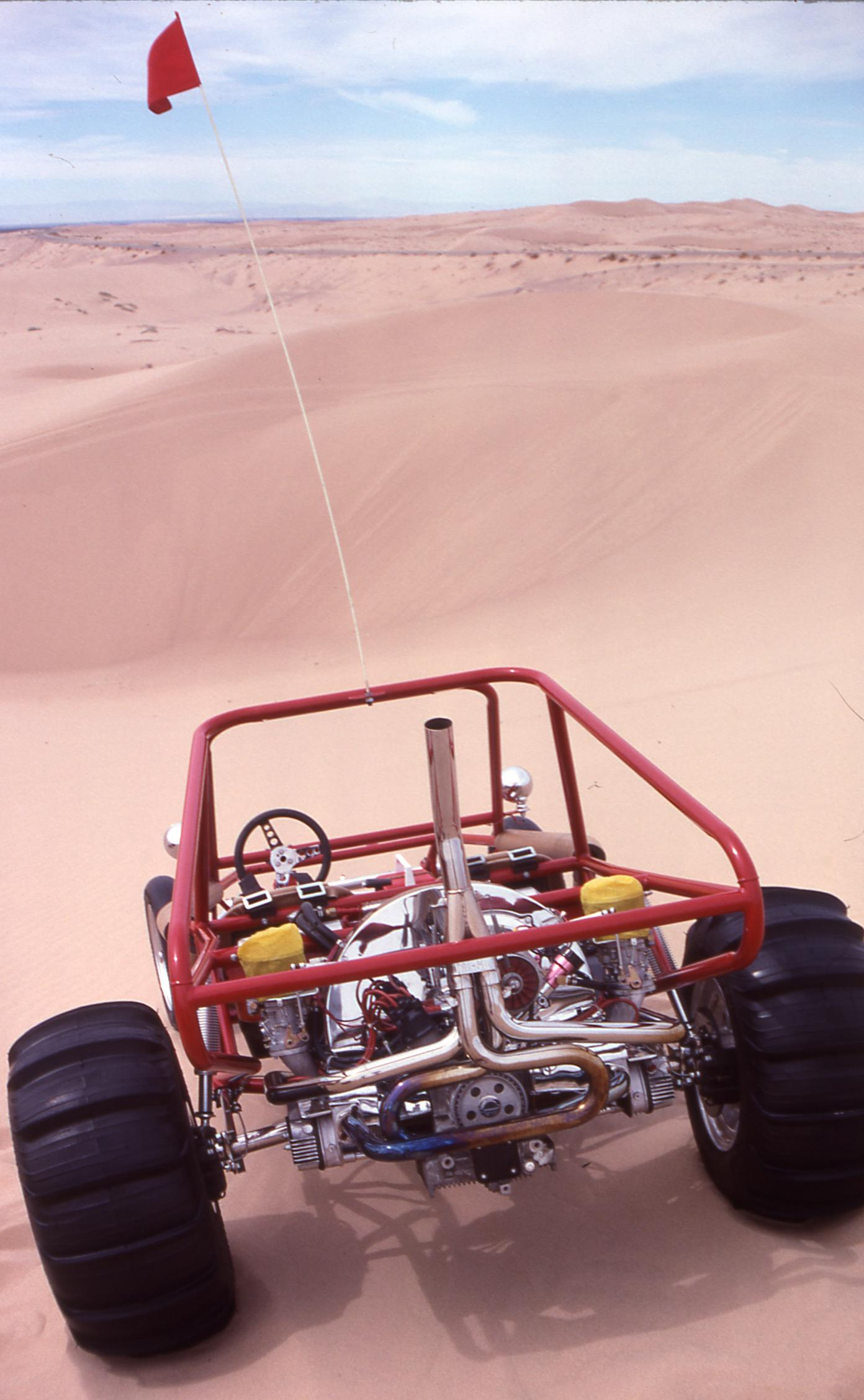
Blick über die Algodones-Dünen, mit Dünenbuggy im Vordergrund

Die Algodones-Dünen (engl. Algodones Dunes) sind ein etwa 70 km langes und bis zu 10 km breites Dünenfeld im Südosten Kaliforniens (Imperial County); die Dünen erheben sich bis zu 90 m über das dortigen Niveau des Interstate-Highway 8.  Sie liegen in etwa zwischen den Städten Niland im Nordosten und Los Algodones, einer der nördlichsten Städte Mexikos und verlaufen parallel zum Südwesthang der Chocolate Mountains. Sie sind ein Teil der Colorado-Wüste und weisen mit 25 mm durchschnittlichem Jahresniederschlag bei 18,3 °C Jahresmitteltemperatur vollarides Wüstenklima auf. Der Sand stammt vermutlich vom Strand des ehemaligen Cahuillasees im Imperial Valley. Die Dünen wurden vor allem von den starken Nordwestwinden im Winter geformt. Dabei sind die westlichen Dünen primär, und durch gröberen Sand geprägt. Im Osten liegen sekundäre Dünen aus feinem Sand, der permanent weiter nach Osten und unter die Bergkette getrieben wird.

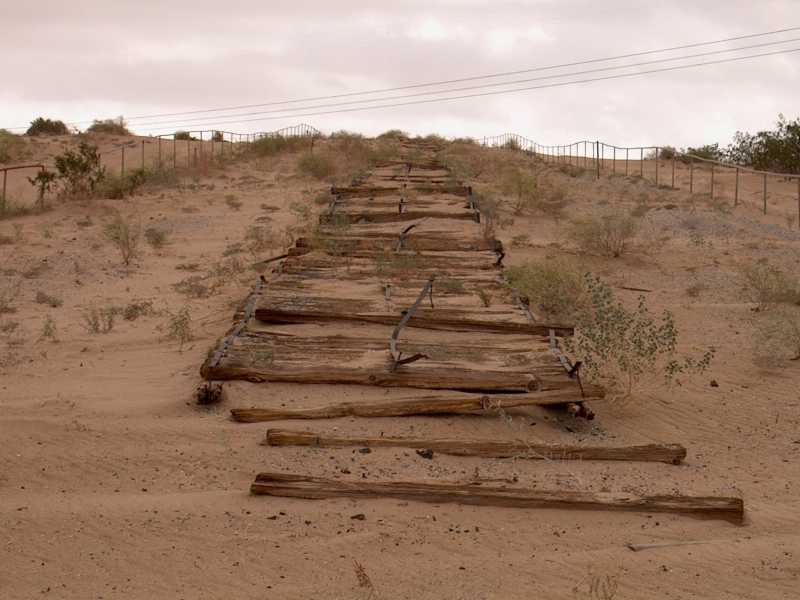
Die heutigen Reste der Old Plank Road von 1915

Im Süden, an der mexikanischen Grenze quert der Interstate-Highway Interstate 8 von San Diego nach Arizona das Gebiet, parallel zur ersten durch die Dünen gebauten primitiven Straße, der Old Plank Road von 1915. In voller Länge verläuft durch das Dünenfeld die Bahnlinie Yuma–Los Angeles, die in den 1870er Jahren von der Southern Pacific Transportation gebaut wurde und heute von der Union Pacific Railroad nur noch für den Güterverkehr genutzt wird. In den Algodones-Dünen sind zwei Ortschaften registriert, Glamis im Zentrum und Ogilby am Südostrand. Sie sind unselbstständig, ihre Einwohner werden nicht offiziell erfasst. Beide Ortschaften entstanden beim Eisenbahnbau und sind heute bedeutungslos. Bis auf wenige private Grundstücke sind die gesamten Dünen im Bundesbesitz und werden vom Bureau of Land Management verwaltet.

## Beschreibung

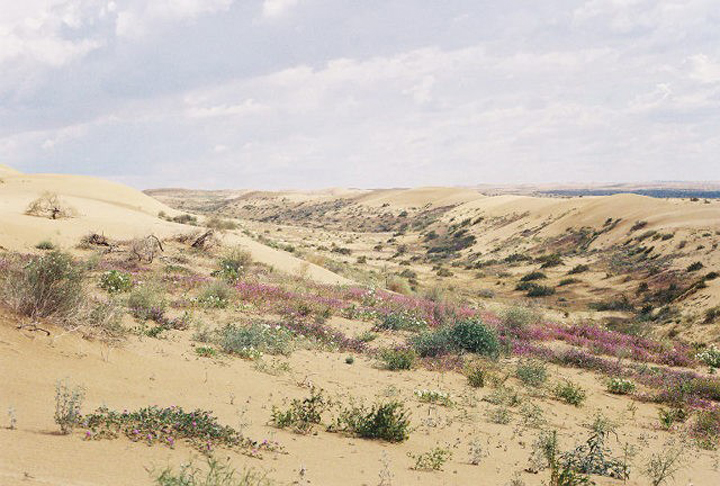
North Algodones Dunes Wilderness

Die Algodones Dunes werden grob von Ost nach West durch die California State Route 78 geteilt. Der Teil nördlich des Highway mit einer Fläche von rund 105 km² ist seit 1994 als North Algodones Dunes Wilderness ausgewiesen, ein Wilderness Area und damit ein Naturschutzgebiet der strengsten Klasse in den Vereinigten Staaten. Im Schutzgebiet und dem Rest der Dünen leben die Kalifornische Gopherschildkröte, die Krötenechse Phrynosoma mcallii und der Fransenzehenleguan Uma notata. Endemisch für die Algodones-Dünen ist der Blatthornkäfer Pseudocotalpa andrewsi. 
Der südliche Teil der Dünen ist für das Befahren mit Dünenbuggies, Motorrädern, Geländewagen und Quads freigegeben. An Spitzentagen tummeln sich in dem Dünengebiet mehr als 100.000 Motocrossfreunde. Schätzungen gehen von 1,4 Millionen Besuchern jährlich aus. Zur Unterbringung wurden im Süden der Algodones-Dünen mehrere Campingplätze angelegt. Das für Motocross freigegebene Dünenareal ist auch als Glamis Sand Dunes bzw. Imperial Sand Dunes Recreation Area (ISDRA) bekannt. Es ist das bekannteste Off-Road-Gelände im Süden Kaliforniens.

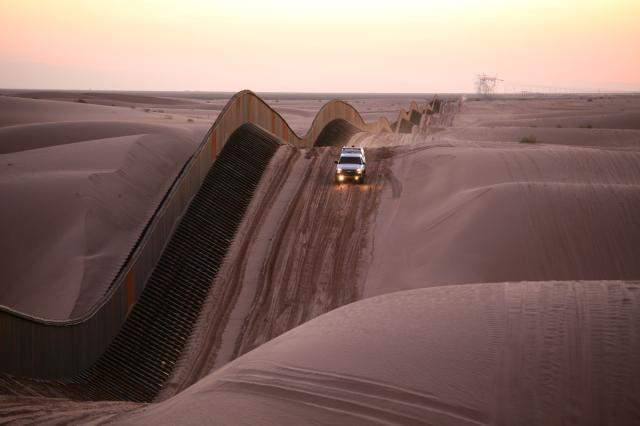
Der bewegliche Grenzzaun in den Dünen

Im Süden des Gebietes verläuft die Grenze zwischen den Vereinigten Staaten und Mexiko durch die Dünen. Für die Grenzbefestigung gegen illegale Einwanderer, Drogen- und Menschenschmuggel wurde eine spezielle Konstruktion entwickelt, die aus schmalen, fünf Meter hohen Elementen besteht. Sie sind gegeneinander beweglich und können so variabel auf die Höhe der veränderlichen Dünen gehoben werden.